# Entodon diversinervis
Entodon diversinervis là một loài Rêu trong họ Entodontaceae. Loài này được Cardot mô tả khoa học đầu tiên năm 1911.